# Lake Chelan National Recreation Area
Pour les articles homonymes, voir Chelan.
Lake Chelan National Recreation Area est une zone récréative protégée située dans le comté de Chelan, dans l'État de Washington (États-Unis), à 56 km au sud de la frontière entre le Canada et les États-Unis. Cette aire se situe dans la région montagneuse de la Chaîne des Cascades.

## Description

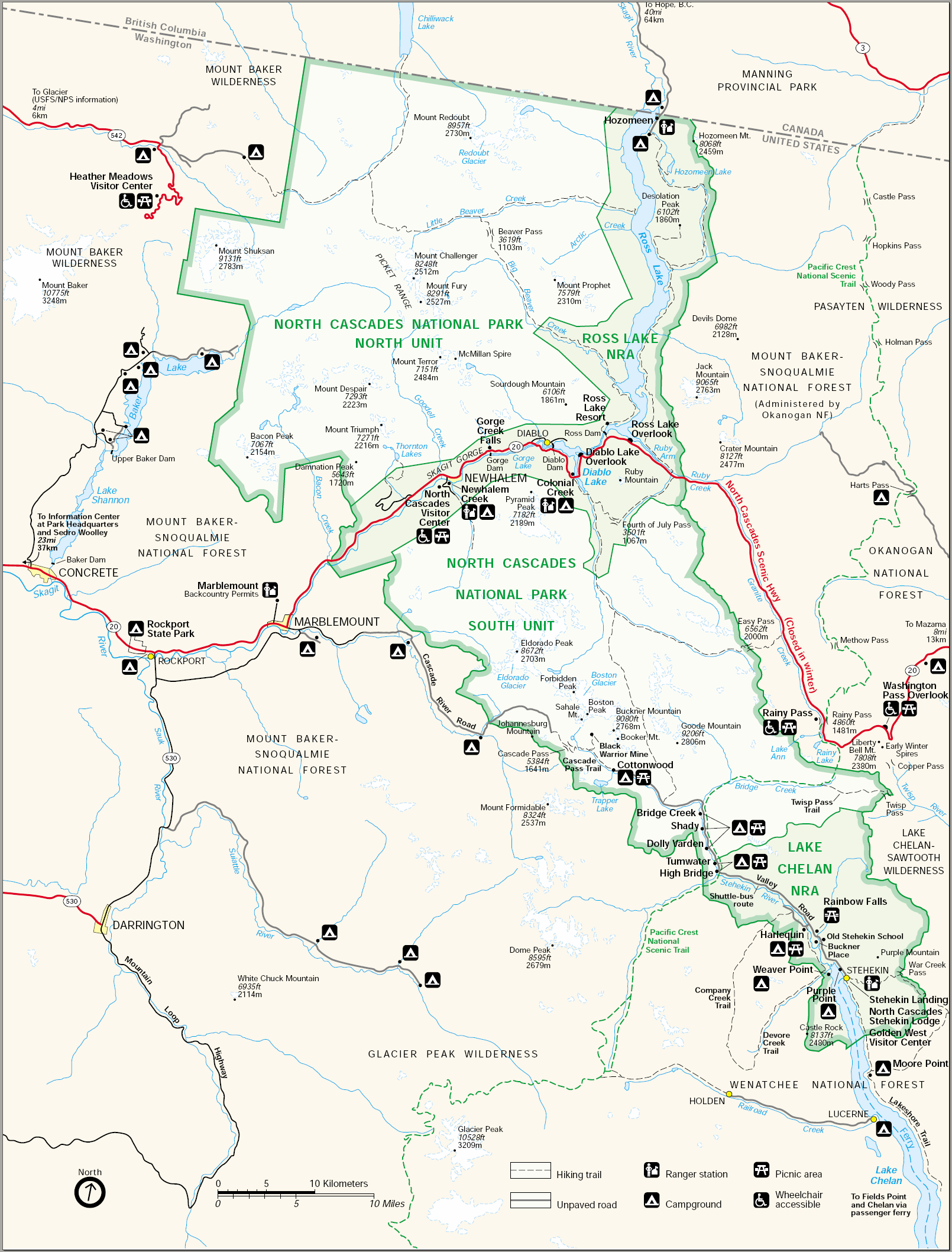
Carte du complexe composé des deux zones récréatives et du parc national des Cascades.

Créée le 2 octobre 1968 et d’une superficie de 250,74 km2, la zone appartient à un complexe géré par le National Park Service et qui comprend également le parc national des North Cascades et la Ross Lake National Recreation Area. La zone tire son nom du lac Chelan, le troisième plus profond lac des États-Unis.